# اندير كانتيرو
اندير كانتيرو (بالإسبانية: Ander Cantero) (9 يناير 1995 ببنبلونة في إسبانيا - ) هو لاعب كرة قدم إسباني في مركز حراسة المرمى. لعب مع نادي فياريال.

## وصلات خارجية
- اندير كانتيرو على موقع قاعدة بيانات كرة القدم.إي يو (الإنجليزية)
- اندير كانتيرو على موقع Soccerway.com (الإنجليزية)
- اندير كانتيرو على موقع عالم كرة القدم.نت (الإنجليزية)
- اندير كانتيرو على موقع AS.com (الإسبانية)